# Reuven Ramaty High Energy Solar Spectroscopic Imager
Reuven Ramaty High Energy Solar Spectroscopic Imager (RHESSI), šesta misija iz NASA-inog programa Small Explorer namijenjena istraživanju osnovne fizike ubrzanja čestica te oslobađanje eksplozivne energije u sunčevim bakljama. Letjelica je lansirana 5. veljače 2002. pomoću rakete Pegasus XL sa zrakoplova koji je poletio iz svemirskog centra Kennedy.
Misija je do 29. ožujka 2002. nosila naziv HESSI nakon čega je promijenjen u čast Reuvena Ramatyja, pionira na području solarne fizike.
RHESSI je dizajniran da fotografira sunčeve zrake u energetskim fotonima od mekih rendgenskih zraka (~ 3 keV) do gama zraka (do ~ 20 MeV) i da osigura spektroskopiju visoke rezolucije do energije gama zraka od ~ 20 MeV. Nadalje, imao je mogućnost obavljanja prostorno razlučene spektroskopije s visokom spektralnom razlučivošću. 
Nakon komunikacijskih poteškoća, RHESSI je prekinuo znanstvene operacije 11. travnja 2018. u 01:50  UTC. RHESSI je ugašen 16. kolovoza 2018. i ostaje u stabilnoj niskoj Zemljinoj orbiti. Međutim, budući da ne raspolaže sredstvima za pogon, atmosfersko povlačenje će s vremenom povući svemirski brod u Zemljinu atmosferu, što bi se moglo dogoditi već 2022. godine.  

## Rezultati misije
RHESSI promatranja promijenila su našu perspektivu o sunčevim bakljama, posebno na visokoenergetske procese u bakljama. RHESSI zapažanja dovela su do brojnih publikacija u znanstvenim časopisima i prezentacija na konferencijama. Do 2017., RHESSI se referira u 2.474 publikacija, knjiga i prezentacija.
- RHESSI je bio prvi satelit koji je slikao gama zrake iz sunčevog zračenja.[4]
- RHESSI je bio prvi satelit koji je točno izmjerio zemaljske bljeskove gama zraka koji dolaze od grmljavinske oluje, a RHESSI je otkrio da se takvi bljeskovi javljaju češće nego što se mislilo, a gama zrake imaju veću frekvenciju u prosjeku od prosjeka za kozmičke izvore.